# 劉璧 (景泰進士)
劉璧（1422年—1487年），字次瑋，一字瑨璧，號止庵，江西吉安府永新縣人，官籍，明朝政治人物。進士出身。

## 生平
江西鄉試第一百一十三名舉人。景泰五年（1454年）甲戌科會試第一百六十四名舉人，殿試登進士第二甲第一百二十六名。授廣西梧州府通判，升同知，擢思恩府知府，以告养归里。成化二十三年丁未十月卒於家。

## 家族
曾祖劉樂善，曾任知府。祖父劉汝衷，曾任封翰林檢討。伯父劉麟應，翰林院修撰。父劉顯智，母王氏。慈侍下。兄劉珷（兵科给事中）。弟劉玞。